# Gergy
Gergy este o comună în departamentul Saône-et-Loire, Franța. În 2009 avea o populație de 2.550 de locuitori.

## Evoluția populației
| An        | 1975  | 1982  | 1990  | 1999  | 2006  | 2009  |
| --------- | ----- | ----- | ----- | ----- | ----- | ----- |
| Populație | 1.618 | 1.925 | 2.017 | 2.248 | 2.442 | 2.550 |